# Caterina d'Ungheria
Caterina d'Ungheria (in ungherese Katalin; in serbo Каталина?, Katalina) (Ungheria, 1256 circa – dopo il 1314) fu la seconda figlia di Stefano V d'Ungheria e di Elisabetta la Cumana, divenuta regina consorte di Serbia per via del matrimonio contratto con Stefano Dragutin di Serbia.

## Biografia

### Origini
Caterina era la seconda dei sei figli avuti da Stefano V d'Ungheria e da sua moglie Elisabetta la Cumana. Anche sua sorella Elisabetta divenne regina di Serbia, in virtù del suo matrimonio contratto con il fratello di Stefano Dragutin, Stefano Milutin. Uno dei fratelli di Caterina fu Ladislao IV, re d'Ungheria nel corso della sua vita.
I nonni paterni di Caterina erano Béla IV d'Ungheria e sua moglie Maria Lascaris.

### Regina
I tentativi del nonno di Caterina, Bela IV d'Ungheria, di rendere maggiormente sicuri i confini meridionali mentre si espandeva verso l'Adriatico necessitavano della presenza di alleati nobili che potessero presidiare la Sirmia (è il caso di Giovanni Angelo, uno dei figli dell'imperatore bizantino Isacco II Angelo) e la Slavonia (ad esempio Rostislav Michajlovič). Tuttavia, non occorreva soltanto che si trattasse di alleati capaci, ma anche di figure strettamente imparentate con la famiglia reale, quella degli Arpadi. L'ipotesi maggiormente ragionevole, che peraltro costituiva un'efficace strategia per neutralizzare la minaccia costituita dalla Serbia guidata dalla potente dinastia dei Nemanjić, appariva quella di rinsaldare i legami diplomatici tra Serbia e Ungheria, anche a costo di ricorrere alla forza. Più nello specifico, un matrimonio dinastico avvenne nel 1268 circa, a seguito dell'infruttuosa campagna compiuta da Stefano Uroš I e finalizzata a conquistare Macva (oggi Macsó). Fu in quel contesto che si celebrarono le nozze tra Caterina d'Ungheria e il figlio di Stefano Uroš II, Stefano Dragutin di Serbia. Una più attenta analisi delle relazioni bilaterali tra Ungheria e Serbia nel periodo 1240-1265, e in particolare intorno al 1250, suggerisce in maniera pressoché certa che il matrimonio tra Elena d'Angiò (di origine verosimilmente francese) e Stefano Uroš avvenne per scopi squisitamente politici. Tale ricostruzione consentirebbe di comprendere i successivi sviluppi nelle relazioni serbo-ungheresi.
Ad esempio, è noto che Dragutin ricevette Macva, Usor e Soli (nei pressi della moderna Tuzla) dal cognato Ladislao IV d'Ungheria dopo aver ceduto il trono serbo al fratello Milutin nel 1282. Si è ipotizzato che egli venisse chiamato re di Sirmia perché questi territori a sud della Sava comprendevano quelli che un tempo erano chiamati Sirmia ulterior dagli Ungari, anche se soltanto la Sirmia citerior, situata tra la Sava e il Danubio, era nota come Sirmia (Srem). Dragutin ricevette molte di queste terre in virtù del suo matrimonio con Caterina.
I figli di Caterina erano eredi al trono di Ungheria quando il fratello di Caterina, Ladislao, morì senza aver avuto figli. Negli ultimi anni della sua vita, Ladislao era giunto a ripudiare sua moglie, Elisabetta di Sicilia, trascorrendo il suo tempo con le comunità cumane presenti nel suo regno. Tuttavia, i figli di Caterina non ereditarono l'Ungheria, la quale passò invece in mano a un lontano cugino, Andrea III. Ad ogni modo, la sua pretesa fu contestata perché altri monarchi europei si ritenevano maggiormente legittimati ad acquisire il trono magiaro. Fu questo anche il caso di uno dei figli di Caterina, Stefano Ladislao II di Sirmia, che non rinunciò mai alle sue pretese sull'Ungheria anche dopo la morte di Andrea III nel 1301. Caterina e suo figlio risultarono spesso in competizione con i suoi nipoti. Il nipote di Caterina, Carlo Martello d'Angiò, assegnò loro il comitato della Slavonia, malgrado non gli appartenesse.
Mentre era in visita alla corte serva intorno al 1268 per partecipare a dei negoziati poi falliti per un'alleanza matrimoniale, un inviato bizantino fornì una descrizione dell'ambiente in modo sprezzante:
Verso la fine della sua vita, il marito di Caterina si allontanò con gli alleati con cui aveva stretto rapporto in Ungheria, preferendo rafforzare i suoi legami in Serbia. In seguito divenne monaco e cambiò il suo nome in Teoctisto. Morì nel 1316 e fu sepolto nel monastero di Đurđevi Stupovi, vicino a Novi Pazar.
La stessa Caterina morì qualche tempo dopo il 1314, ma diversi storici hanno continuato a ritenere incerto il periodo in cui morì.

## Discendenza
Caterina e Stefano Dragutin ebbero tre figli:
- Stefano Ladislao II, re della Sirmia (1316-1325).
- Elisabetta, sposatasi nel 1284 con Stefano I, bano di Bosnia, e madre di Stefano II, anch'esso bano di Bosnia.
- Urošica, fattosi monaco e venerato come santo dalla Chiesa ortodossa.

## Ascendenza
|                         |   |                       | Genitori                  |  |  | Nonni |  |  | Bisnonni             |  |  | Trisnonni           |  |
|                         |   |                       |                           |  |  |       |  |  | Andrea II d'Ungheria |  |  | Béla III d'Ungheria |  |
|                         |   |                       |                           |  |  |       |  |  | Andrea II d'Ungheria |  |  | Béla III d'Ungheria |  |
|                         |   | Agnese d'Antiochia    |                           |  |  |       |  |  | Andrea II d'Ungheria |  |  |                     |  |
| Béla IV d'Ungheria      |   |                       |                           |  |  |       |  |  | Andrea II d'Ungheria |  |  |                     |  |
|                         |   | Gertrude di Merania   | Bertoldo IV d'Andechs     |  |  |       |  |  |                      |  |  |                     |  |
|                         |   | Gertrude di Merania   | Bertoldo IV d'Andechs     |  |  |       |  |  |                      |  |  |                     |  |
|                         |   | Gertrude di Merania   | Agnese di Rochlitz        |  |  |       |  |  |                      |  |  |                     |  |
| Stefano V d'Ungheria    |   | Gertrude di Merania   |                           |  |  |       |  |  |                      |  |  |                     |  |
|                         |   | Teodoro I Lascaris    | …                         |  |  |       |  |  |                      |  |  |                     |  |
|                         |   | Teodoro I Lascaris    | …                         |  |  |       |  |  |                      |  |  |                     |  |
|                         |   | Teodoro I Lascaris    | …                         |  |  |       |  |  |                      |  |  |                     |  |
| Maria Lascaris di Nicea |   | Teodoro I Lascaris    |                           |  |  |       |  |  |                      |  |  |                     |  |
|                         |   | Anna Comnena Angelina | Alessio III Angelo        |  |  |       |  |  |                      |  |  |                     |  |
|                         |   | Anna Comnena Angelina | Alessio III Angelo        |  |  |       |  |  |                      |  |  |                     |  |
|                         |   | Anna Comnena Angelina | Eufrosina Ducena Camatera |  |  |       |  |  |                      |  |  |                     |  |
| Caterina d'Ungheria     |   | Anna Comnena Angelina |                           |  |  |       |  |  |                      |  |  |                     |  |
|                         | … | …                     |                           |  |  |       |  |  |                      |  |  |                     |  |
|                         | … | …                     |                           |  |  |       |  |  |                      |  |  |                     |  |
|                         | … | …                     |                           |  |  |       |  |  |                      |  |  |                     |  |
| …                       | … |                       |                           |  |  |       |  |  |                      |  |  |                     |  |
|                         |   | …                     | …                         |  |  |       |  |  |                      |  |  |                     |  |
|                         |   | …                     | …                         |  |  |       |  |  |                      |  |  |                     |  |
|                         |   | …                     | …                         |  |  |       |  |  |                      |  |  |                     |  |
| Elisabetta dei Cumani   |   | …                     |                           |  |  |       |  |  |                      |  |  |                     |  |
|                         |   | …                     | …                         |  |  |       |  |  |                      |  |  |                     |  |
|                         |   | …                     | …                         |  |  |       |  |  |                      |  |  |                     |  |
|                         |   | …                     | …                         |  |  |       |  |  |                      |  |  |                     |  |
| …                       |   | …                     |                           |  |  |       |  |  |                      |  |  |                     |  |
|                         |   | …                     | …                         |  |  |       |  |  |                      |  |  |                     |  |
|                         |   | …                     | …                         |  |  |       |  |  |                      |  |  |                     |  |
|                         |   | …                     | …                         |  |  |       |  |  |                      |  |  |                     |  |
|                         |   | …                     |                           |  |  |       |  |  |                      |  |  |                     |  |